# Leptoclinides echinus
Leptoclinides echinus är en sjöpungsart som beskrevs av Kott 200. Leptoclinides echinus ingår i släktet Leptoclinides och familjen Didemnidae. Inga underarter finns listade i Catalogue of Life.